# Maria Arpad d'Hongria
Maria Arpad d'Hongria (1257 - Nàpols, 25 de març de 1323) fou princesa d'Hongria i reina consort de Nàpols (1285-1309). Filla del rei Esteve V d'Hongria i la seva esposa Elisabet la Cumana. Fou germana de Ladislau IV d'Hongria. Per línia paterna era neta del rei Bela IV d'Hongria i Maria Lascarina de Nicea, i per línia materna era descendent de la tribu dels cumans. Es va casar el 1270 amb el duc Carles II d'Anjou, posterior comte de Provença i rei de Nàpols. D'aquesta unió van néixer:
- el príncep Carles I d'Hongria (1271-1295), rei d'Hongria, iniciador de la dinastia angevina d'Hongria
- la princesa Margarida d'Anjou (1273-1279), comtessa d'Anjou i casada el 1290 amb Carles I de Valois
- el príncep Lluís de Nàpols (1275-1298), bisbe de Tolosa
- el príncep Robert I de Nàpols (1277-1343), príncep de Calàbria i rei de Nàpols i comte de Provença
- el príncep Felip de Nàpols (1278-1343), iniciador de la branca de prínceps de Tàrent i Acaia
- el príncep Ramon Berenguer de Nàpols (1281-1307), hereu del comtat de Provença, però que al morir jove va revertir en Robert
- la princesa Blanca de Nàpols (1283-1310), casada el 1295 amb el comte-rei Jaume II d'Aragó
- el príncep Joan de Nàpols (1283-1308), religiós
- el príncep Tristan de Nàpols (1284-1286)
- la princesa Elionor d'Anjou (1289-1341), casada el 1302 amb el rei Frederic II de Sicília
- la princesa Maria de Nàpols (1280-1350), casada el 1304 amb el rei Sanç I de Mallorca
- el príncep Pere de Nàpols (1292-1315), comte de Gravina
- el príncep Joan de Durazzo (1294-1336), duc de Durazzo que va fundar la branca ducal de Durazzo.
- la princesa Beatriu de Nàpols (1295-1321)

Maria va morir el 1323 a la ciutat de Nàpols, on fou enterrada.